# Israël au Concours Eurovision de la chanson 1974
Israël a participé au Concours Eurovision de la chanson 1974 le 6 avril à Brighton, au Royaume-Uni. C'est la deuxième participation d'Israël au Concours Eurovision de la chanson.
Le pays est représenté par le groupe Poogy (en) et la chanson Natati La Khayay (en) (אי שם), sélectionnés en interne par l'Autorité de radiodiffusion d’Israël (IBA).

## Sélection interne
Le radiodiffuseur israélien, l'Autorité de radiodiffusion d’Israël (IBA, Israel Broadcasting Authority ou רָשׁוּת השׁידוּר, Rashùt ha-shidúr), choisit en interne l'artiste et la chanson représentant Israël au Concours Eurovision de la chanson 1974.
Lors de cette sélection, c'est la chanson Natati la khayay (נתתי לה חיי), interprétée par le groupe Poogy (en), qui fut choisie, avec Yonatan Rechter comme chef d'orchestre.
| Ordre | Artiste    | Chanson                             | Langue |
| ----- | ---------- | ----------------------------------- | ------ |
| 1     | Poogy (en) | Natati La Khayay (en) (נתתי לה חיי) | Hébreu |

## À l'Eurovision
Chaque pays a un jury de dix personnes. Chaque juré attribue un point à sa chanson préférée.

### Points attribués par Israël
| 2 points | Finlande Luxembourg Suède      |
| 1 point  | Irlande Italie Monaco Pays-Bas |

### Points attribués à Israël
| 10 points | 9 points | 8 points | 7 points                            | 6 points          |
| --------- | -------- | -------- | ----------------------------------- | ----------------- |
|           |          |          |                                     |                   |
| 5 points  | 4 points | 3 points | 2 points                            | 1 point           |
|           |          | - Italie | - Pays-Bas - Portugal - Royaume-Uni | - Irlande - Suède |

Poogy interprète Natati la khayay en sixième position, suivant la Grèce et précédant la Yougoslavie. 
Au terme du vote final, Israël termine 7e sur 17 pays participants, ayant reçu 11 points au total,.

### Note
1. 1 2  Le groupe est connu en Israël sous le nom Kaveret. Il participe à l'Eurovision sous le nom Poogy, d'après le surnom du membre Meir Fenigstein.